# DDR-Oberliga 1965/66 (Badminton)
Die DDR-Oberliga im Badminton war in der Saison 1965/1966 die höchste Mannschaftsspielklasse der in der DDR Federball genannten Sportart. Es war die siebente Austragung dieser Mannschaftsmeisterschaft.

## Ergebnisse
Aktivist Tröbitz – Einheit Greifswald 9:0
17. Oktober 1965 Tröbitz
Aktivist Tröbitz – Einheit Gotha 11:0
24. Oktober 1965 Tröbitz
Aktivist Tröbitz – Lok Blankenburg 11:0
24. Oktober 1965 Blankenburg
Aktivist Tröbitz – EBT Berlin 10:1
1. November 1965
Aktivist Tröbitz – EBT Berlin 7:4
10. Januar 1966
3. HE: Gerolf Seemann – Lothar Diehr 8:15 15:12 5:15
Aktivist Tröbitz – Einheit Gotha 7:4
30. Januar 1966 Gotha
Aktivist Tröbitz – Lok Blankenburg 11:0
10. Februar 1966 Tröbitz
Aktivist Tröbitz – Einheit Greifswald 11:0
1. März 1966
Aktivist Tröbitz – Motor Zittau
20. April 1966 Tröbitz gewinnt
Aktivist Tröbitz – EBT Berlin
20. April 1966 Tröbitz gewinnt
Aktivist Tröbitz – DHfK Leipzig
20. April 1966 Tröbitz gewinnt

## Endstand
| Platz  | Mannschaft |
| ------ | --- |
| 1.     | Aktivist Tröbitz (Gottfried Seemann, Joachim Schimpke, Gerolf Seemann, Peter Schurig, Erich Wilde, Klaus Katzor, Rita Gerschner, Annemarie Fritzsche, Gitta Rost)                   |
| 2.     | HSG DHfK Leipzig (Volker Herbst, Bernd Hachmeister, Reinhard Stobbe, Bernd Lawrenz, Norbert Skonetzki, Beate Herbst, Marianne Döhler, Dagmar Herbst)                                |
| 3.     | EBT Berlin (Lothar Diehr, Klaus Adam, Werner Wienecke, Hans Abraham, Günter Görges, Kurt Willumeit, Gerd Migdal, Heide Puchert, Christel Heinicke, Hannelore Kühne, Christel Wilke) |
| 4.     | Motor Zittau |
| 5./6.  | Einheit Greifswald |
| 5./6.  | Dynamo Freiberg |
| 7./8.  | SG Gittersee |
| 7./8.  | Lok Blankenburg |
| 9./10. | Turbine Spremberg |
| 9./10. | Einheit Gotha |